# Municipio de Pulaski (Ohio)
El municipio de Pulaski (en inglés, Pulaski Township) es una subdivisión administrativa del condado de Williams, Ohio, Estados Unidos. Según el censo de 2020, tiene una población de 2446 habitantes.

## Geografía
Está ubicado en las coordenadas 41°28′7″N 84°30′50″O / 41.46861, -84.51389 (41.46872, -84.513921). Según la Oficina del Censo de los Estados Unidos, tiene una superficie total de 79.52 km², de la cual 79.32 km² corresponden a tierra firme y 0.20 km² es agua.

## Demografía
Según el censo de 2020, hay 2446 personas residiendo en la región. La densidad de población es de 30.8 hab./km². El 92.40% son blancos, el 0.29% son afroamericanos, el 0.12% son amerindios, el 0.41% son asiáticos, el 2.09% son de otras razas y el 4.70% son de una mezcla de razas. Del total de la población, el 6.05% son hispanos o latinos de cualquier raza.

## Gobierno
El township de Pulaski está gobernado por una junta de tres administradores (trustees) electos cada cuatro años. Hay también un fiscal, electo por igual período pero en un momento diferente.